# Constel·lació de la Verge
La Verge (en llatí: Virgo ; «verge»), de símbol , és una constel·lació del Zodíac que es troba a l'hemisferi nord celeste. Està situada entre Lleó (a l'oest) i Balança (a l'est), i és la segona constel·lació més gran del cel (després d'Hidra femella).

Gràfica de Verge. UAI i Sky & Telescope magazine
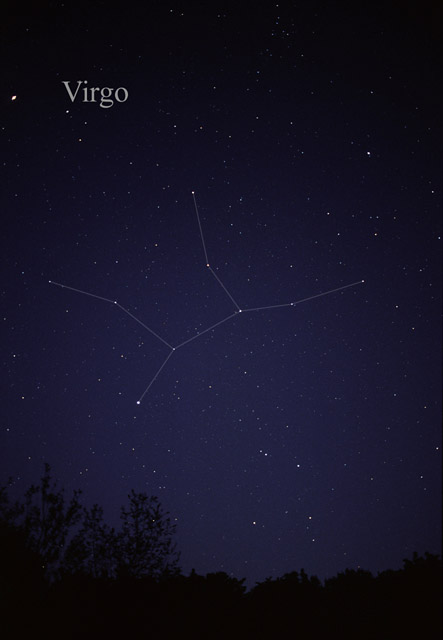
Constel·lació de la Verge vista a ull nu

Verge es representa sovint portant dues garbes de blat, una d'elles assenyalada per la brillant estrella Spica (α Vir), «l'espiga» dels agricultors medievals. La localització de Verge és fàcil gràcies a aquesta estrella, que es troba seguint la corba que va des de l'Ossa Major cap a Arcturus (α Bootis) i continuant aquesta corba fins a arribar a Spica.

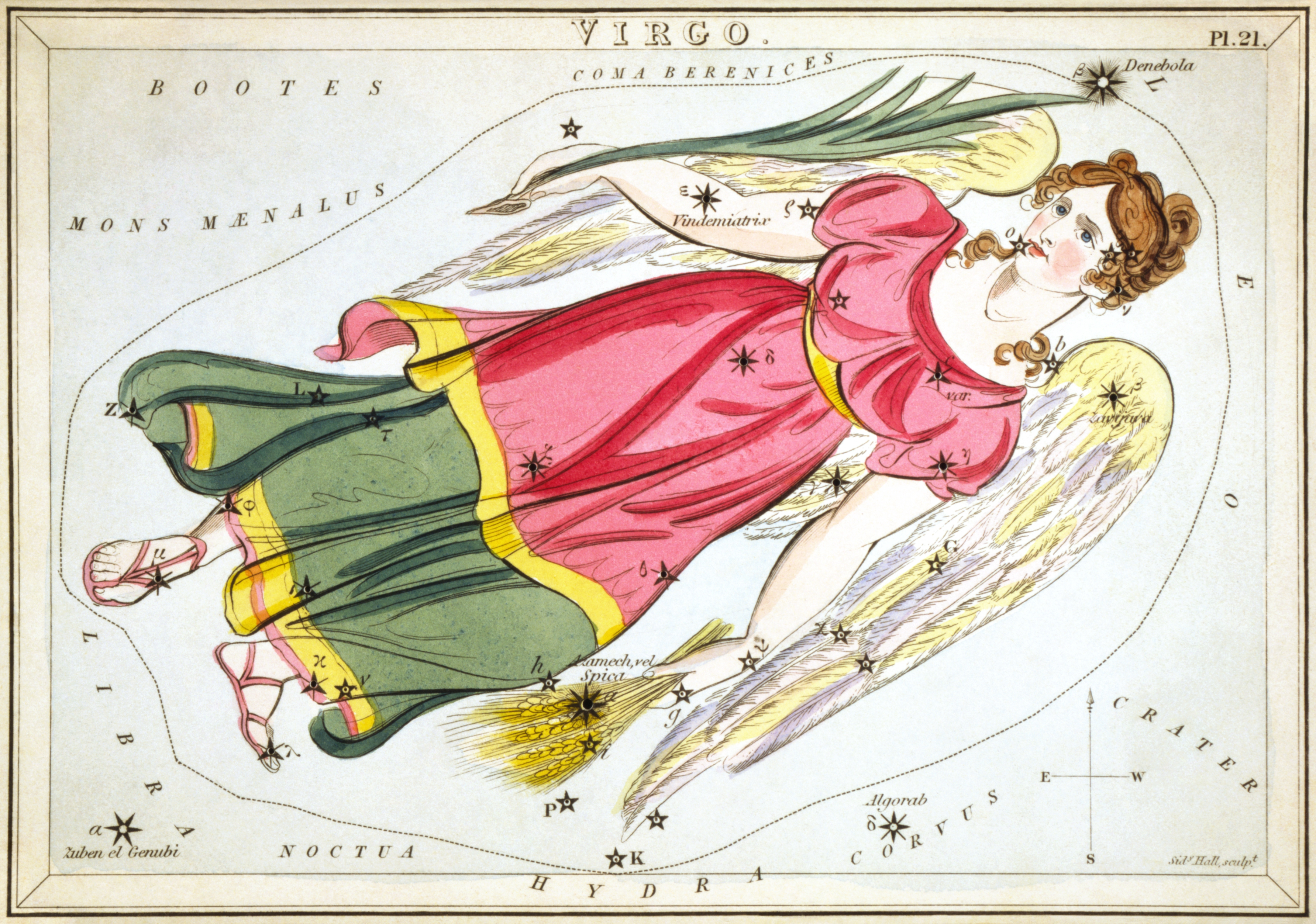
Representació de la constel·lació de la Verge. Carta 21 d'Urania's Mirror, 1824

La constel·lació de la Verge és extremadament antiga, i ha representat la major part de les grans deesses de la història, com Isis, Demèter, Persèfone, Cíbele, Àrtemis, Atena, etc. Segons altres versions, era una deessa de la Justícia, Temis o Astrea.

## Localització
Amb una extensió de 1294 graus quadrats (el 3,1% de la volta celeste), és la segona constel·lació més gran del cel, després d'Hidra femella. La constel·lació de la Verge es localitza a l'equador celeste, i és prominent al cel primaveral de l'hemisferi nord des de febrer fins a juliol, visible durant tota la nit al març i l'abril. A diferència de les altres constel·lacions zodiacals, el Sol triga 44 dies a travessar-la, més temps que cap altra. Des del 1990 i fins al 2062, això té lloc del 16 de setembre al 30 d'octubre.
L'estrella més destacada és Spica (α Vir), que representa una espiga de blat a la mà de la Verge; aquesta estrella és fàcil de localitzar, ja que es pot trobar seguint la corba de l'Ossa Major fins a Arcturus (de la constel·lació del Bover) i continuant des d'allà en la mateixa corba fins a arribar a Spica. A més, Spica constitueix el vèrtex més meridional de l'asterisme anomenat «Triangle de Primavera», que també inclou Arcturus i la més feble Denebola (de la constel·lació del Lleó). Aquestes tres estrelles, junt amb Cor Caroli, formen parts d'un asterisme primaveral més gran anomenat «Gran Diamant».

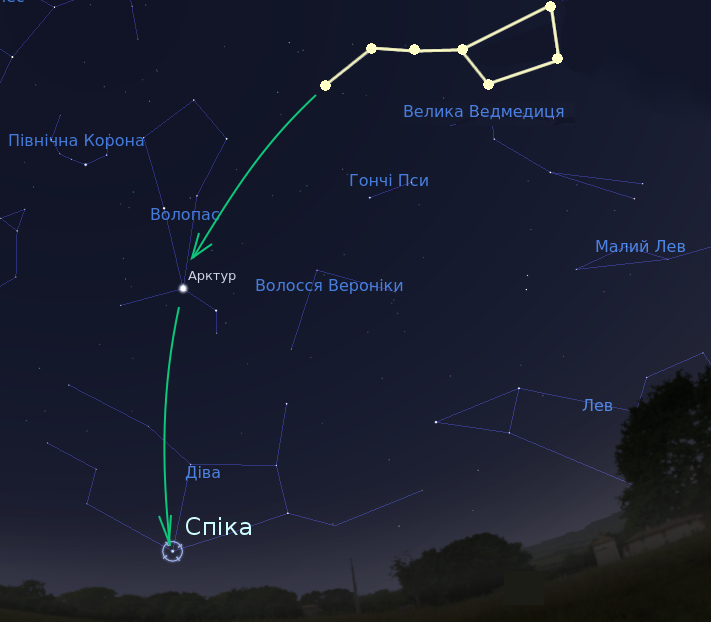
Localització de Spica a partir de l'Ossa Major
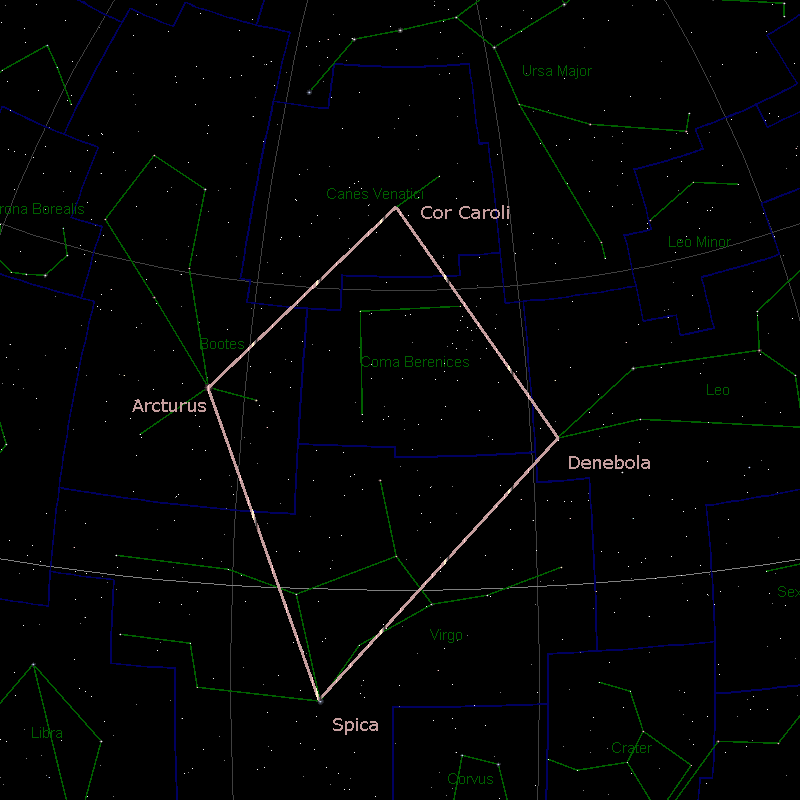
Mapa estel·lar del Gran diamant
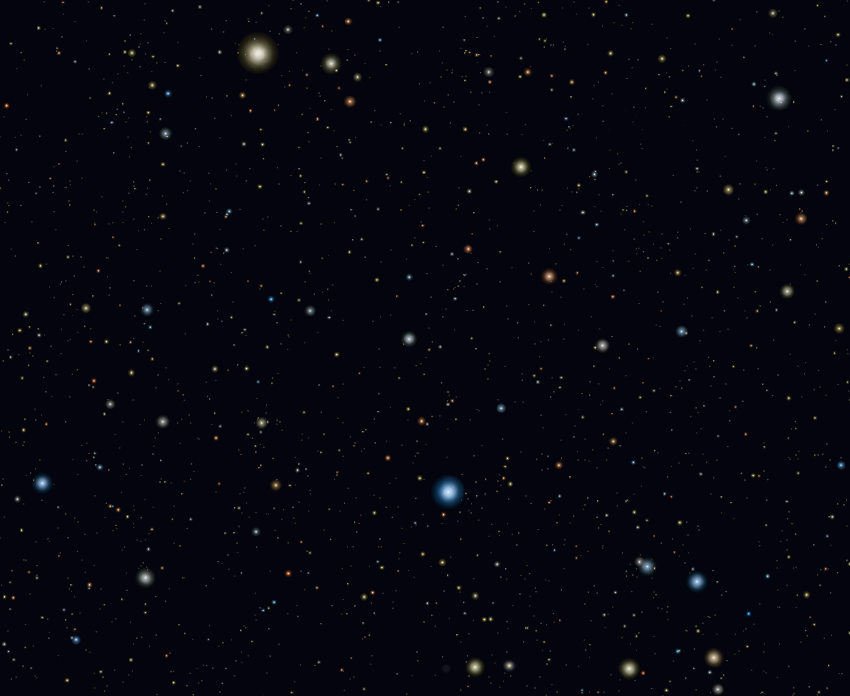
Imatge de la constel·lació de Verge

La Verge es troba en una regió allunyada del rastre lluminós de la Via Làctia, per tant és possible observar un gran nombre de galàxies; en aquesta direcció també es va descobrir un corrent estel·lar el 2005 potser associada a una antiga galàxia nana canibalitzada per la nostra.
Històricament, la constel·lació s'ha associat al període de la collita, com la collita de blat (de la qual deriva el nom de l'estrella «Spica» (del llatí, espiga), visible després de la posta de Sol cap a l'oest a l'estiu) i la verema (de la qual deriva el nom de l'estrella Vindemiatrix, que fa 2000 anys, per la precessió dels equinoccis, va precedir la sortida del Sol al setembre). Degut als efectes de la precessió, el punt de Balança, (també conegut com a punt equinocci de tardor) es troba dins dels límits de Verge, molt a prop de β Virginis. Aquest és un dels dos punts del cel on l'equador celeste creua l'eclíptica (l'altre és el punt d'Àries, ara a la constel·lació dels Peixos). Entre el segle xviii aC fins al segle iv aC, el Sol va estar a Balança a l'equinocci de tardor, passant a Verge a partir de llavors. Aquest punt passarà a la veïna constel·lació del Lleó cap a l'any 2440.

## La forma de la constel·lació
Les alineacions que dibuixen la Verge no són gaire suggerents; és difícil visualitzar la imatge d'una Verge.

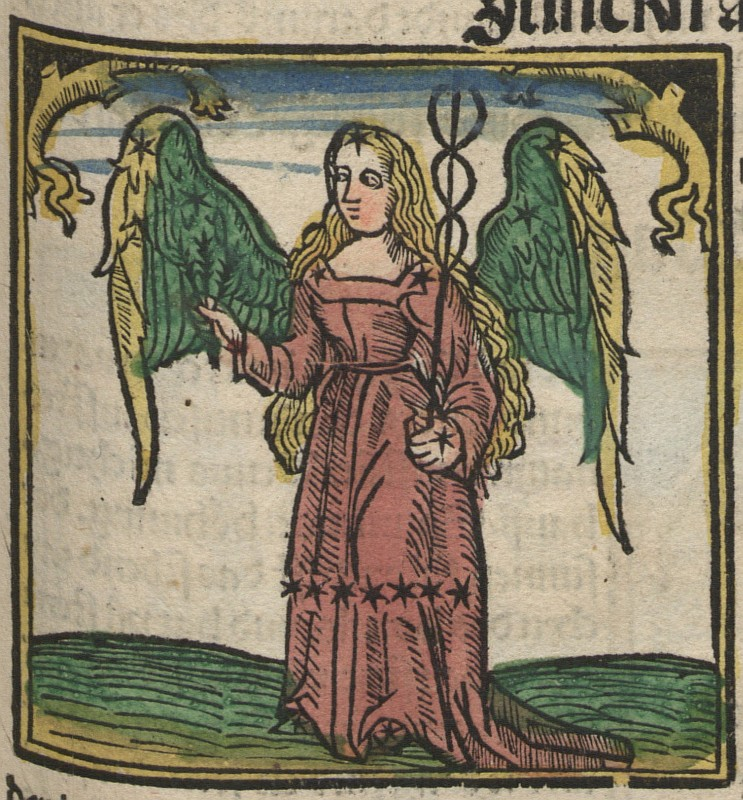
Astrologie & Sternzeichen & Kalender (1512), de Johannes Regiomontanus
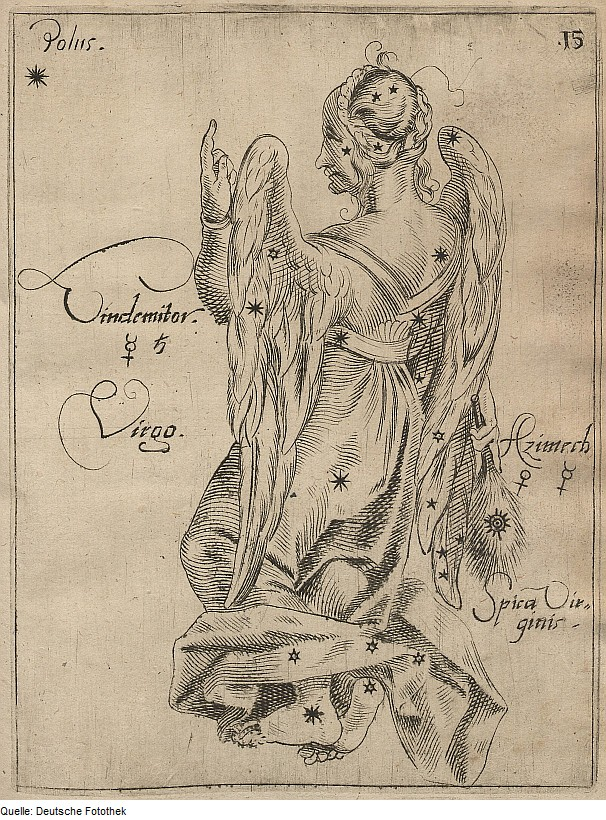
Astronomie & Sternbild (1596), de Zacharias Bornmann
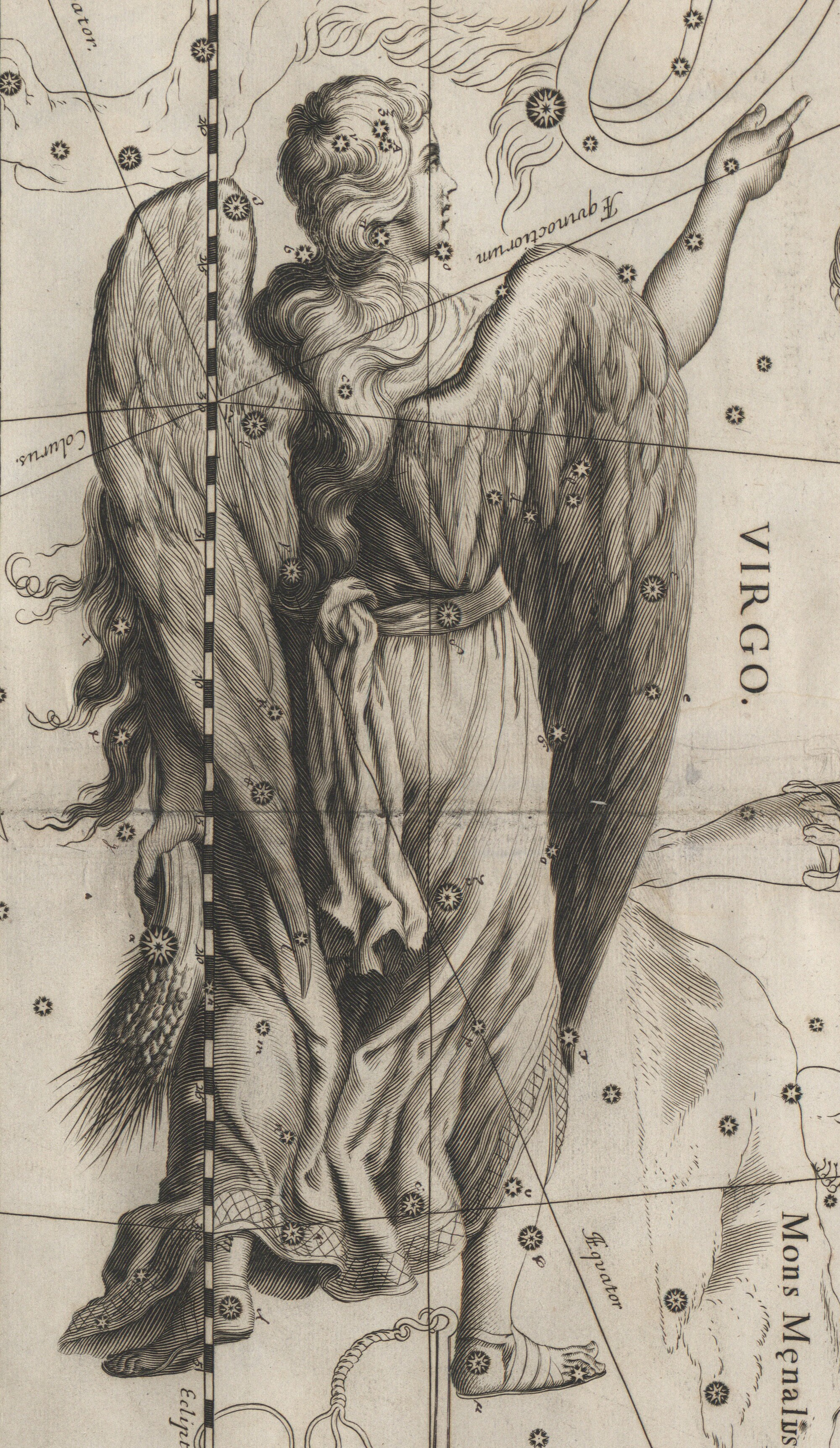
Uranographia (1690), de Johannes Hevelius
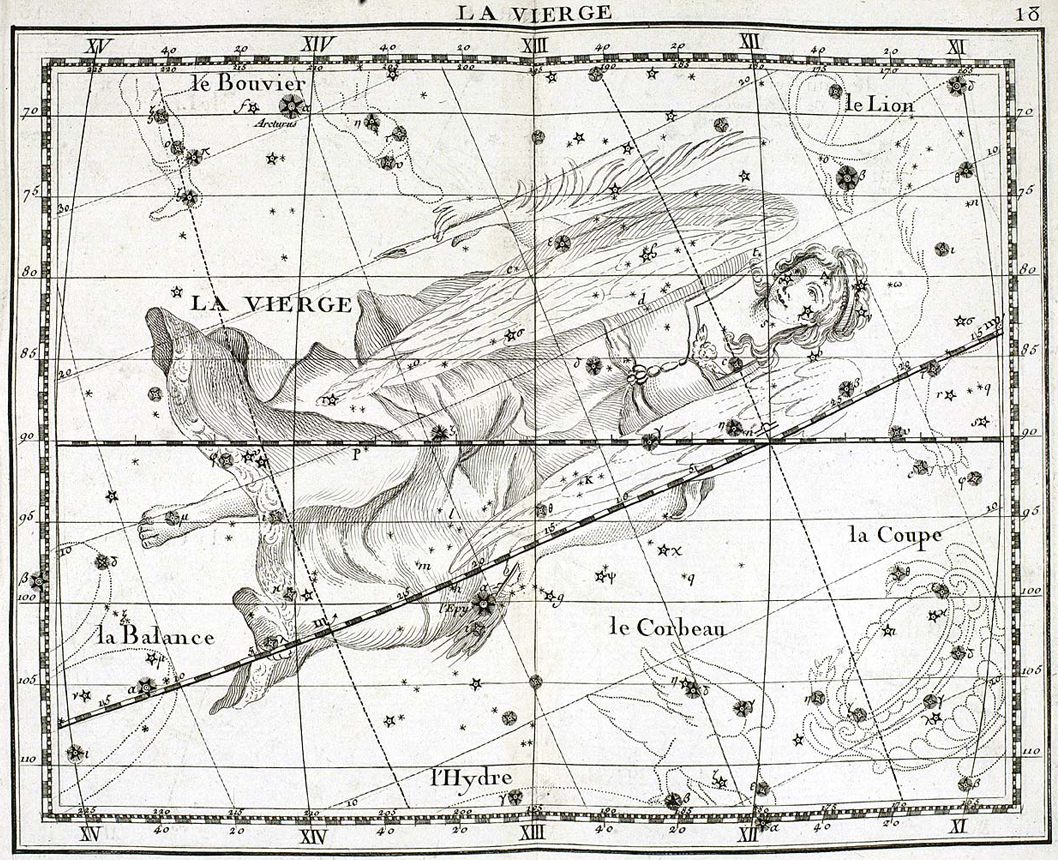
Atlas Coelestis (1776), de John Flamsteed
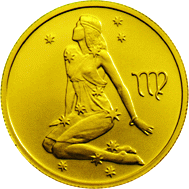
Moneda russa de 25 rubles (2002)

- La part dorsal: a l'eix Spica - Denebola, veiem una alineació de tres petites estrelles θ, γ (Porrima) i η (Zaniah), que condueixen al cap de la Verge, situada sota la cua del Lleó (Denebola).
- El cap: a l'eix de l'esquena, sota Denebola, girem sobre Zavijava (β Vir) cap al sud, que forma el clatell. La forma del cap (entre Heze i Denebola) depèn molt de les condicions de visibilitat.
- El braç: partint de Vindemiatrix (ε Vir) en direcció a la constel·lació del Corb, ens trobem Minelava (δ Vir) al colze i Porrima (γ Vir) a l'espatlla.
- La cama: partint de Spica en direcció a Arcturus, baixem (una mica a la dreta) sobre Heze (ζ Vir), el genoll. Des d'allà, la «falda» de la Verge s'estén cap a l'est, sense cap forma gaire convincent.

## Característiques

### Estrelles

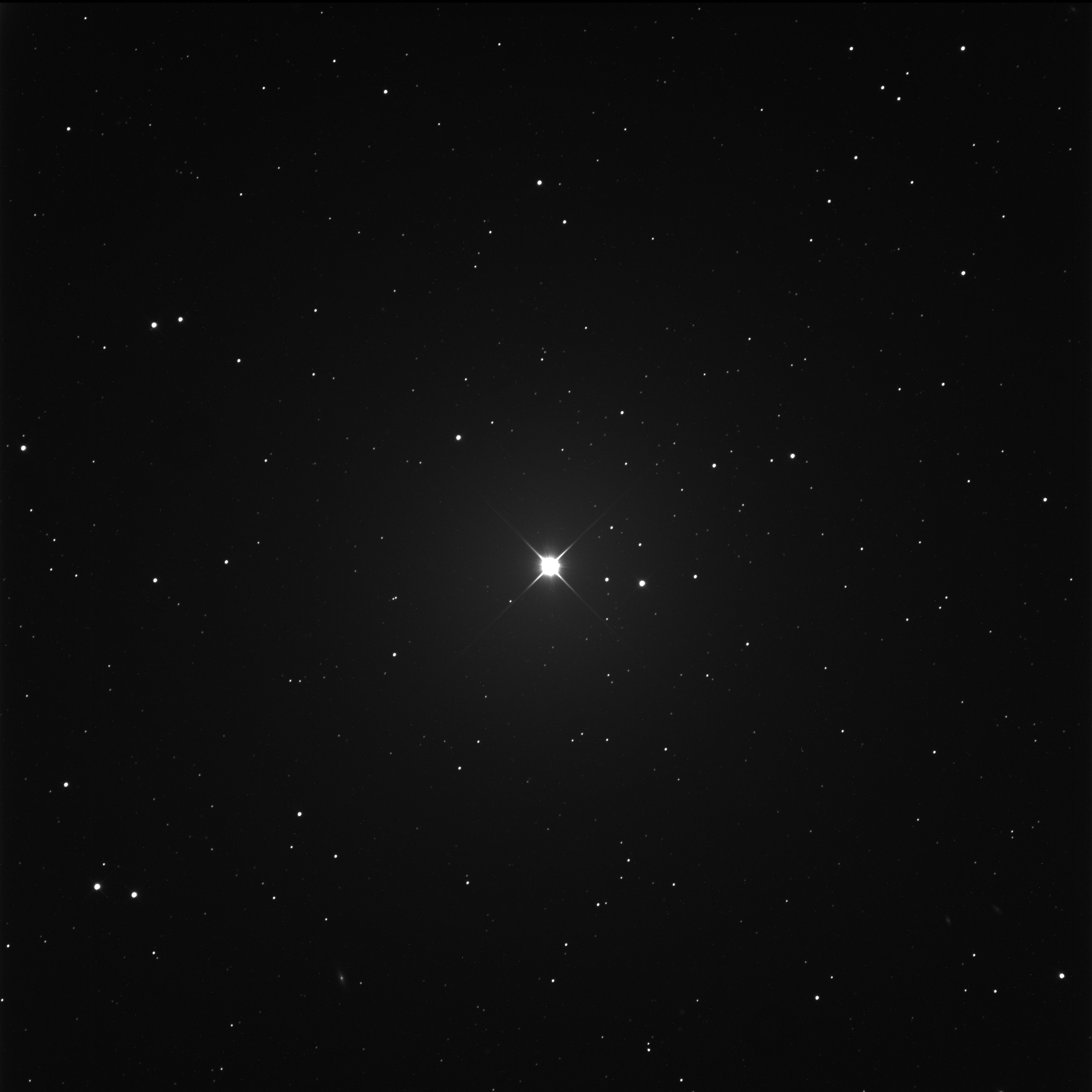
61 Virginis vista des d'un telescopi de 12,5"

Spica (α Virginis), l'estrella més brillant de Verge, és un sistema binari les components del qual estan separades entre elles per 0,12 ua amb un període orbital de 4,0145 dies. L'estrella principal té tipus espectral B1 (classificada com gegant o subgegant), i una massa 11 vegades major que la massa solar, sent una de les estrelles més properes a nosaltres amb massa suficient per acabar la seva vida com una supernova de tipus II.
Porrima (γ Virginis), el segon astre brillant, és també una binària composta per estrelles blanques de la seqüència principal de tipus espectral F0V i 7100 K de temperatura superficial. El període orbital del sistema és de 169 anys i l'últim periastre (la mínima separació entre components) va tenir lloc el 2005. La notable excentricitat de l'òrbita fa que la distància entre les dues components oscil·li entre 5 i 81 ua. Aquest sistema estel·lar es troba a 38,6 anys llum de la Terra.
La tercera estrella més brillant de la Verge és ε Virginis, coneguda com a Vindemiatrix, Protrigetrix o Almuredin, una geganta groga de tipus G8III amb un diàmetre 11 vegades més gran que el del Sol.
La segueix en brillantor Heze (ζ Virginis), una estrella blanca de la seqüència principal acompanyada d'una tènue nana vermella.
Una altra estrella a destacar és Zavijava (β Virginis), nana groga de tipus F9V a 35,6 anys llum de la Terra. Té una temperatura de 6059 K, uns 280 K més calenta que el Sol, i un contingut de ferro un 30% superior al Sol; amb una massa entre un 30% i un 40% major que la massa solar, es pensa que està a punt d'abandonar la seqüència principal.
μ Virginis, anomenada Rijl al Awwa, és també una estrella blanc-groga de la seqüència principal de tipus F2V, més calenta (6715 K) i dues vegades més lluminosa que Zavijava, que es troba a 61 anys llum de la Terra.
Syrma, nom que rep ι Virginis, és una subgegant groga de tipus espectral F7IV amb una lluminositat 9 vegades major que la del Sol.
De molt diferents característiques és δ Virginis, coneguda com a Minelava o Auva, una geganta vermella de tipus M3III amb un diàmetre 61 vegades més gran que el del Sol i una lluminositat bolomètrica (en totes les longituds d'ona) 630 vegades superior a la lluminositat solar.
Entre les diverses variables de la constel·lació es troba W Virginis, estrella polsant arquetip d'un tipus de variables anomenades cefeides de Població II o variables W Virginis.
Per la seva banda, RU Virginis, és una estrella de carboni i variable Mira, l'espectre de la qual presenta les línies d'absorció característiques d'aquest element; la seva temperatura superficial és de només 2100 K i, igual que altres estrelles similars, perd massa estel·lar a un ritme elevat.
Una altra variable d'interès és FF Virginis, anomenada Estrella de Preston, una variable Alpha² Canum Venaticorum, l'espectre de la qual mostra fortes línies d'absorció de crom i estronci i, com és característic d'aquesta classe de variables, té un gran camp magnètic.
Són diverses les estrelles de la Verge que tenen sistemes planetaris. χ Virginis és una geganta taronja de tipus K2III amb una metal·licitat més gran que la del Sol al voltant de la qual orbiten dos exoplanetes. Així mateix, 70 Virginis és una nana groga evolucionada amb un gegant gasós que té 7,5 vegades la massa de Júpiter. Una altra nana groga en la constel·lació, 38 Virginis, també té un planeta que es mou en una òrbita gairebé circular a 1,82 ua de l'estrella.
Una altra estrella interessant és 61 Virginis, anàleg solar de tipus G5V amb una massa i un radi lleugerament inferiors als del Sol, la lluminositat de la qual equival al 78% de la lluminositat solar. El 2009 es va anunciar el descobriment de tres planetes extrasolars en òrbita al voltant d'aquesta estrella, amb masses compreses entre 5 i 25 vegades la massa de la Terra. Els tres planetes orbiten molt a prop de l'estrella; en comparació amb el nostre sistema solar, els tres es mourien dins de l'òrbita de Venus.
L'estrella de la constel·lació més propera a la Terra és Ross 128, una nana vermella situada a 10,9 anys llum. Amb una lluminositat al voltant del 0,029% de la lluminositat solar, és una estrella fulgurant que experimenta augments bruscos i impredictibles en la seva lluentor.
Un altre sistema proper, Wolf 424, consta de dues nanes vermelles (encara més tènues que Ross 128), el període orbital de la qual és de 16,2 anys; aquesta binària està situada a 14,3 anys llum de distància.

### Exoplanetes
Al 2020 hi havien 35 exoplanetes verificats que orbiten al voltant de 29 estrelles de la constel·lació de Virgo, que inclouen PSR B1257+12 (tres planetes), 70 Virginis (un planeta), χ Virginis (un planeta), 61 Virginis (tres planetes), NY Virginis (dos planetes), i 59 Virginis (un planeta).

### Objectes de l'espai profund
El fet que en la direcció d'aquesta constel·lació es troba el cúmul de galàxies anomenat Cúmul de la Verge (Virgo Cluster) (entre 5 ° i 10 ° a l'oest de Vindemiatrix) fa que sigui una regió especialment rica en galàxies.
La galàxia el·líptica M49 és una de les galàxia més brillants del Cúmul de la Verge, i va ser la primera del mateix a ser descoberta per Charles Messier el febrer de 1771; conté uns 5900 cúmuls globulars. Igual que altres galàxies el·líptiques gegants, sembla posseir en el seu centre un forat negre supermassiu. Actualment està interactuant amb la petita galàxia nana irregular UGC 7636.
La galàxia espiral barrada M58 se situa a 6º a l'oest de Vindemiatrix (ε Virginis). És una galàxia anèmica amb baixa activitat de formació estel·lar, fonamentalment en el disc òptic de la galàxia, i relativament amb poc hidrogen neutre, també localitzat dins del seu disc i concentrat en grumolls.
Les galàxies el·líptiques M59 i M60 se situen a l'est de M58. M60 és una de les galàxies el·líptiques gegants del cúmul i té un diàmetre lineal de 120.000 anys llum. M60 té una companya (NGC 4647) situada a nord.
La galàxia del Rehilete (M61), una galàxia espiral intermèdia de tipus SABbc, és un dels majors membres del Cúmul de la Verge, en la qual s'han observat almenys sis supernoves en els últims cent anys.
M84 és una radiogalàxia el·líptica que es troba a una distància de 60 milions d'anys llum de la Terra (0.0035 de desplaçament cap al roig). Els astrònoms han suposat que la velocitat dels núvols de gas que orbiten el nucli (aproximadament a 400 km/s) indica la presència d'un objecte amb una massa 300 milions de vegades la del Sol, que és molt probable que sigui un forat negre.
La galàxia dominant del cúmul sembla M87 (Virgo A), una galàxia el·líptica gegant i una de les més massives de l'univers local amb uns 12.000 cúmuls globulars. És la major i més lluminosa de la zona nord del Cúmul de la Verge, també amb un forat negre supermassiu. És una de les fonts de ràdio més brillants en el cel. Una característica notable d'aquesta galàxia és un «jet» gegant de material gasós ejectat des del seu nucli galàctic.
A 1,2º a l'est de M87 es troba la petita galàxia el·líptica M89, que té una forma pràcticament esfèrica.
La galàxia espiral M90, té els braços llisos i mal definits, gairebé sense trets distintius.

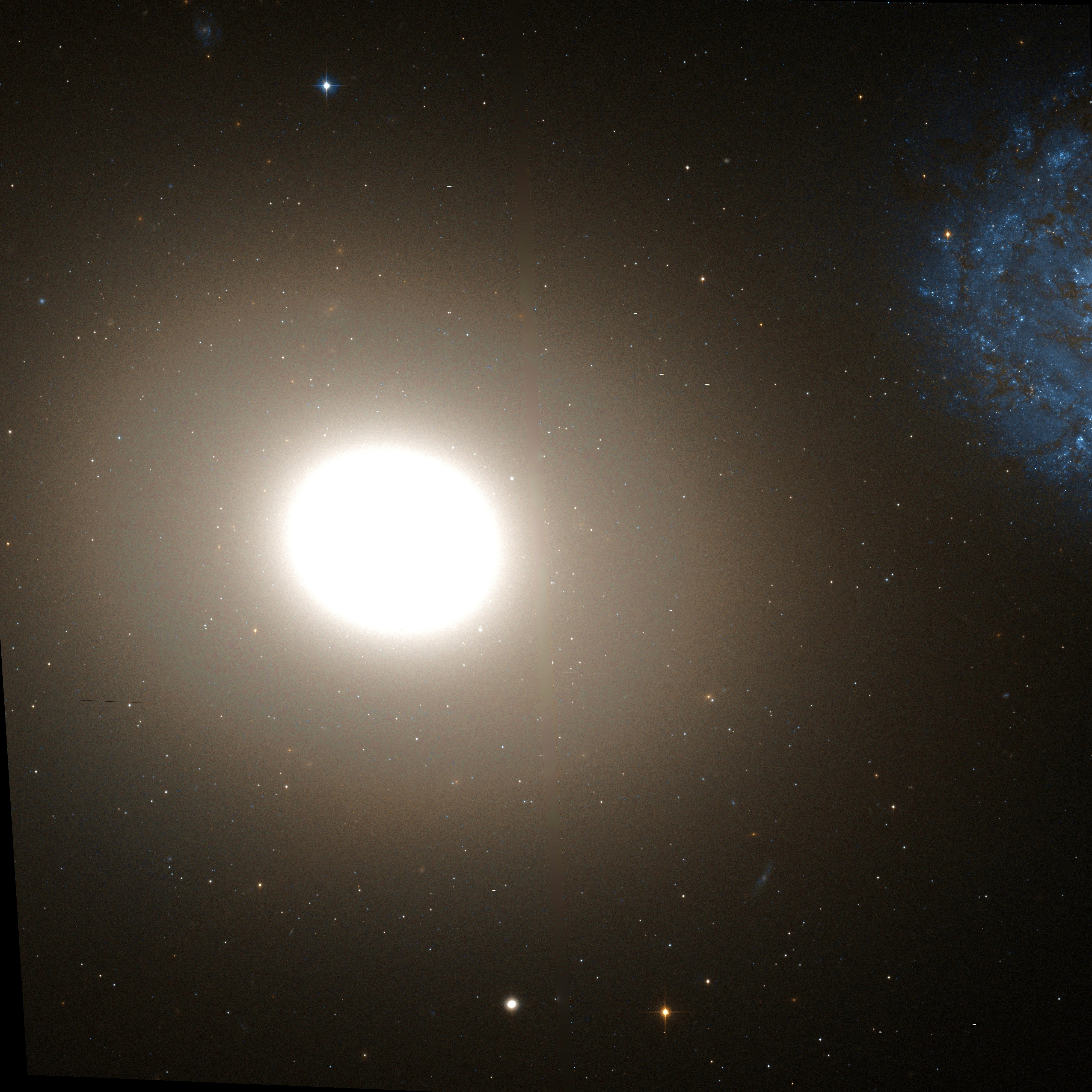
Imatge de la galàxia M60 feta pel telescopi espacial Hubble
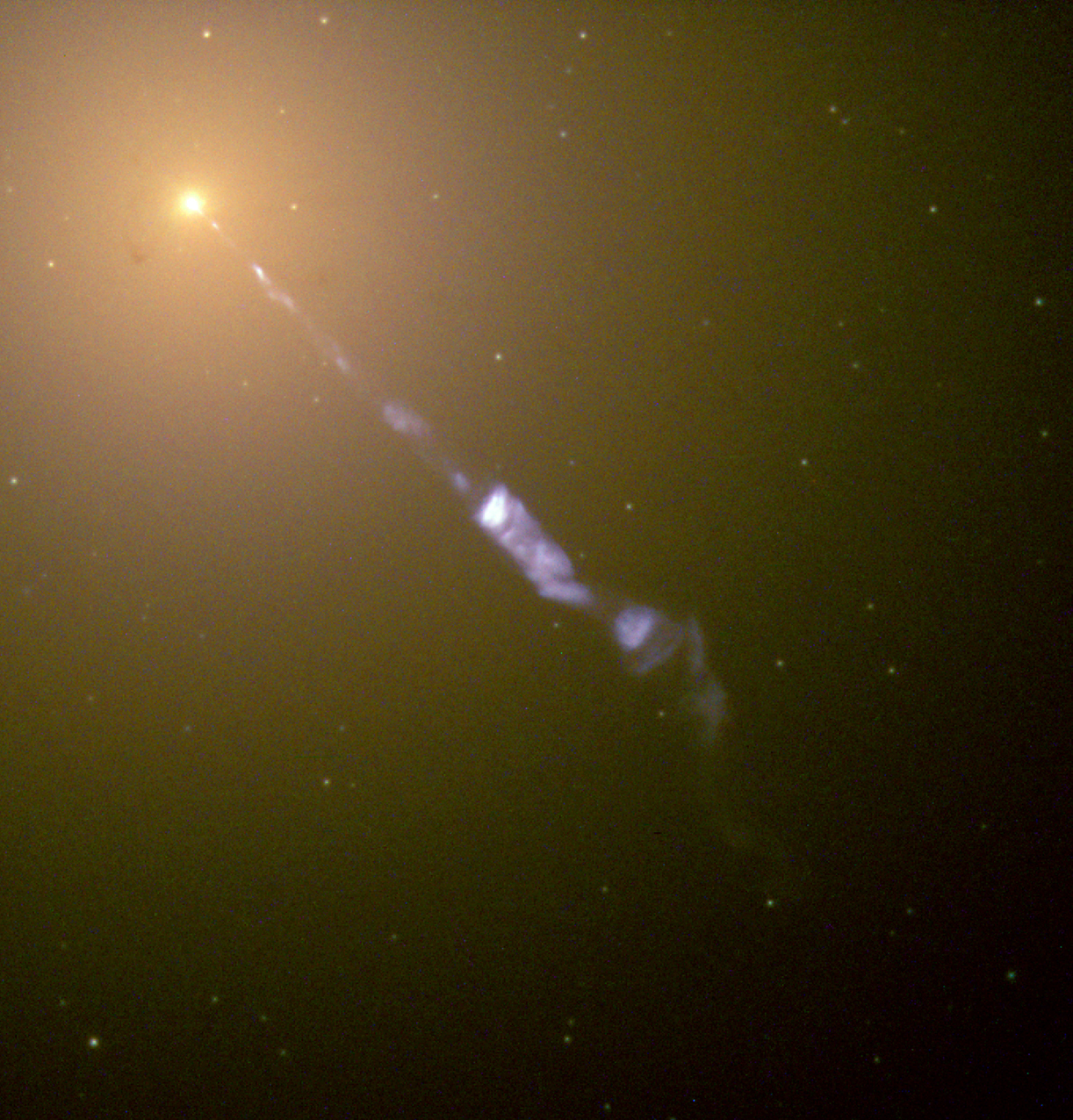
Imatge del jet de matèria de M87, presa pel telescopi espacial Hubble

Mereix especial atenció l'anomenada Galàxia del Sombrero (M104), situada a 31 milions d'anys llum de la Terra (0.0034 de desplaçament cap al roig) i que no forma part del Cúmul de la Verge. Posseeix un nucli gran i brillant, una inusual protuberància central, i una destacada banda de pols fosca en el disc galàctic formada per hidrocarburs aromàtics policíclics. És considerada la galàxia més brillant en un radi de 10 megaparsecs, amb una magnitud absoluta intrínseca de -22,8. Des de la Terra és invisible a simple vista, però és fàcilment reconeixible amb petits telescopis. Apareix vista de perfil, el que li confereix la seva característica aparença de «barret». Està situada a uns 10 ° a l'oest de Spica.

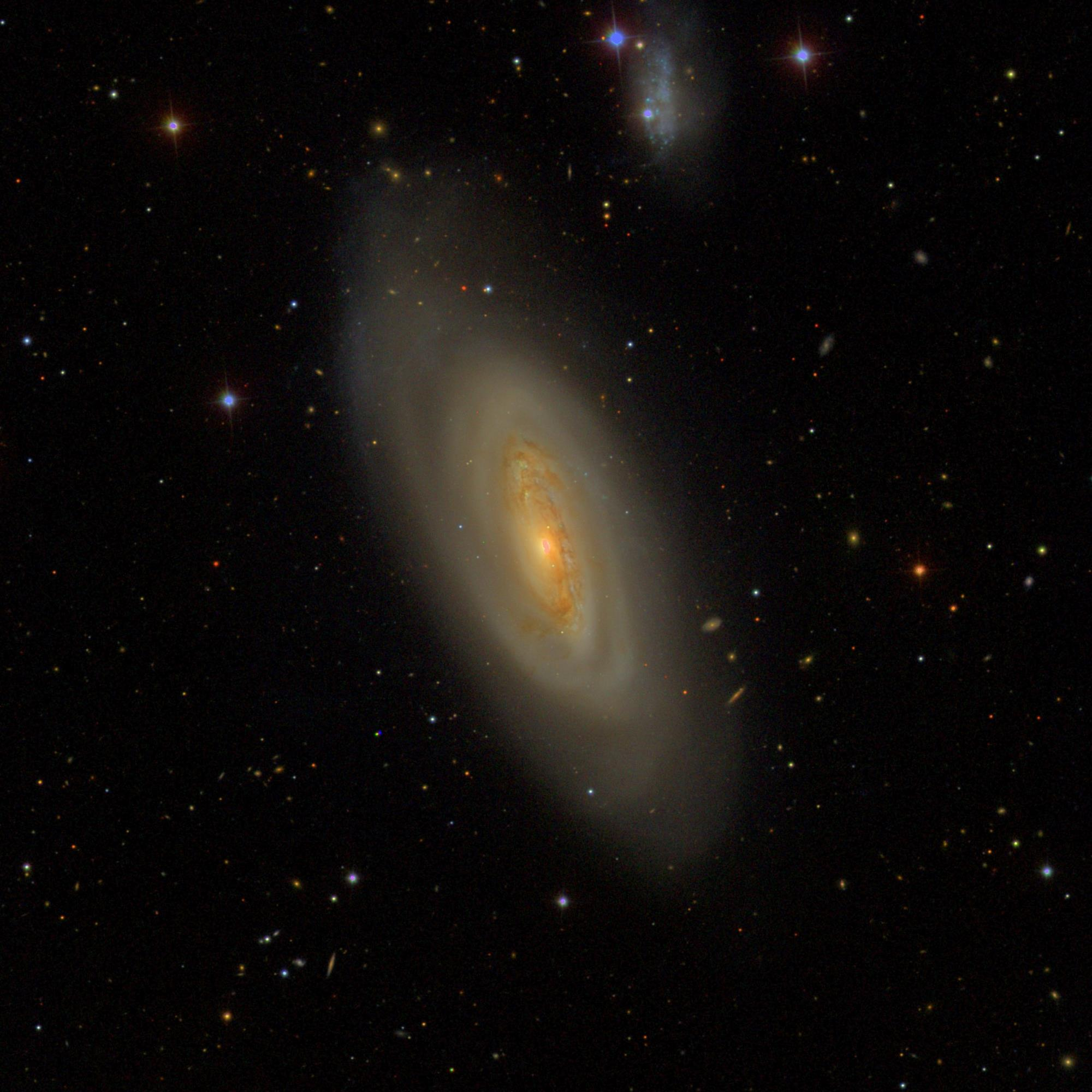
Imatge de la galàxia M90 obtinguda per Sloan Digital Sky Survey
Galàxia del Sombrero (M104)

NGC 4216, un altre membre de l'agrupació, és una galàxia espiral vista de perfil que ha absorbit algunes de les seves galàxies satèl·lits, podent-se observar febles corrents estel·lars que s'estenen milers d'anys llum en el seu halo.
NGC 4261 té un forat negre a 20 anys llum del centre amb una massa de 1200 milions de masses solars. Es troba a una distància de 45 milions d'anys llum de la Terra (0,0075 de desplaçament cap al roig) i té un disc inusualment polvorós amb un diàmetre de 300 anys llum. Juntament amb M84 i M87, NGC 4261 té fortes emissions a l'espectre radioelèctric.
NGC 4438 és una galàxia peculiar amb un nucli galàctic actiu, situada a una distància de 50 milions d'anys llum de la Terra (0,0035 de desplaçament cap al roig). El seu forat negre supermasiu expulsa jets de matèria, creant bombolles amb un diàmetre de fins a 78 anys llum.
NGC 4639 és una galàxia en espiral barrera cara a cara situada a 78 milions d'anys llum de la Terra (0.0034 de desplaçament cap al roig). Els seus braços externs tenen un gran nombre de cefeides variables, que s'utilitzen com a espelmes estàndard per determinar les distàncies astronòmiques. A causa d'això, els astrònoms utilitzen diverses cefeides variables de NGC 4639 per calibrar les supernoves de tipus Ia com a espelmes estàndard per a galàxies més llunyanes.

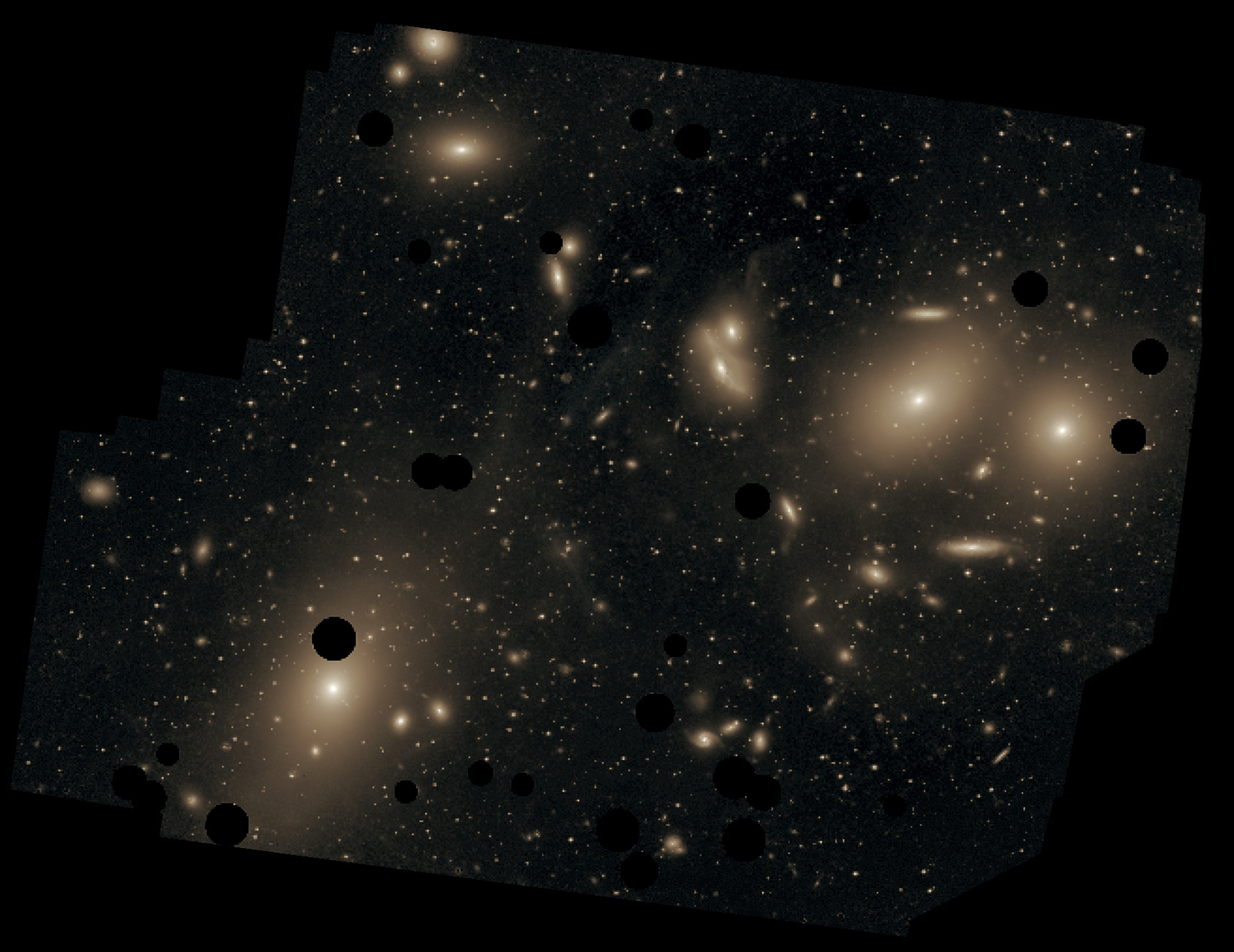
Imatge de gran temps d'exposició de la regió central del Cúmul de la Verge en la qual es pot apreciar la llum difusa que hi ha entre les galàxies d'aquest, produïda per estrelles intergalàctiques. Els cercles negres corresponen a estrelles que han estat eliminades de la imatge. La galàxia més gran i brillant és la M87, abaix a l'esquerra
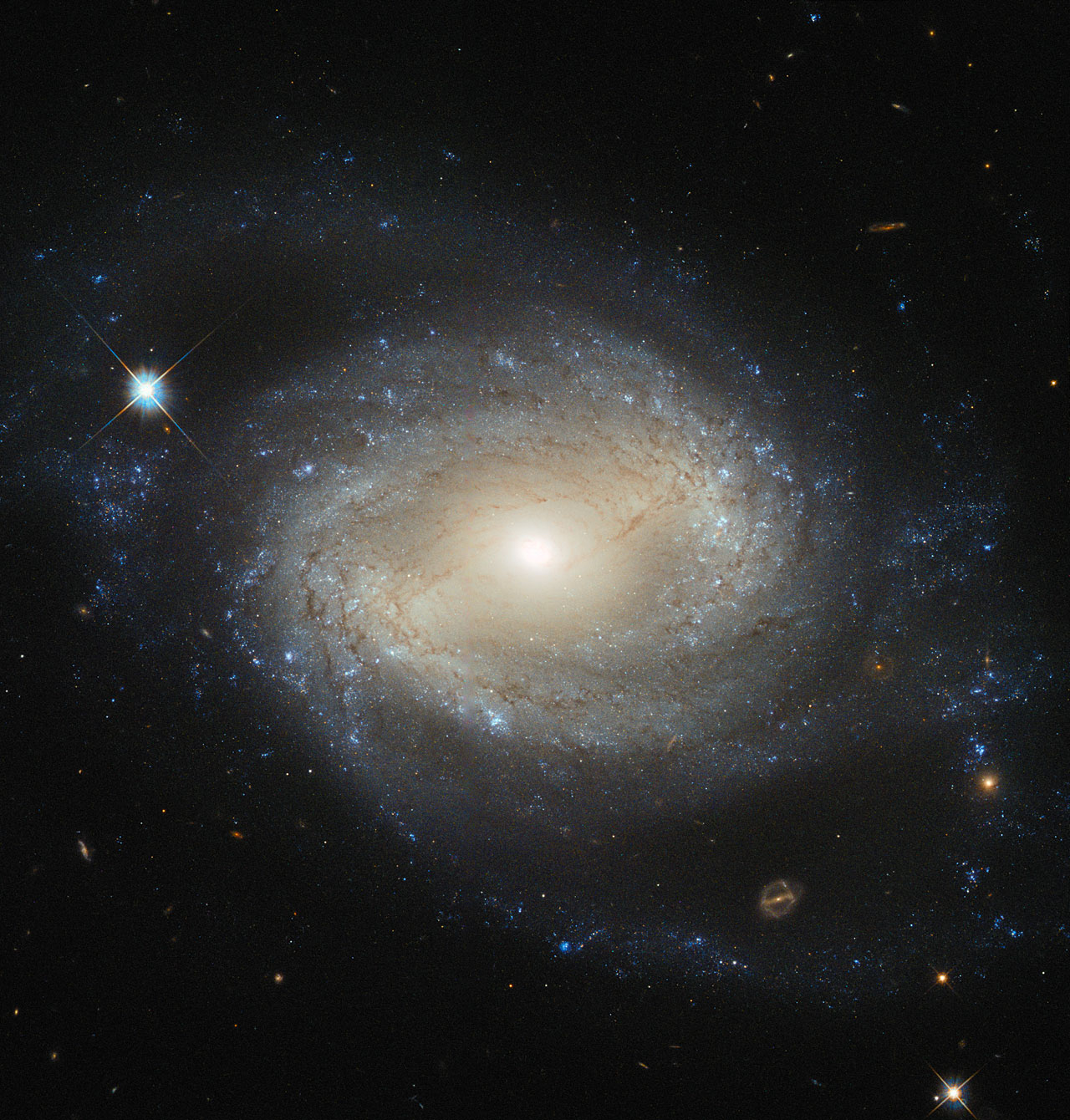
NGC 4639 és un bell exemple d'un tipus de galàxia conegut com a espiral barrada. Es troba a més de 70 milions d'anys llum de distància i és una de les prop de 1500 galàxies que formen el Cúmul de la Verge
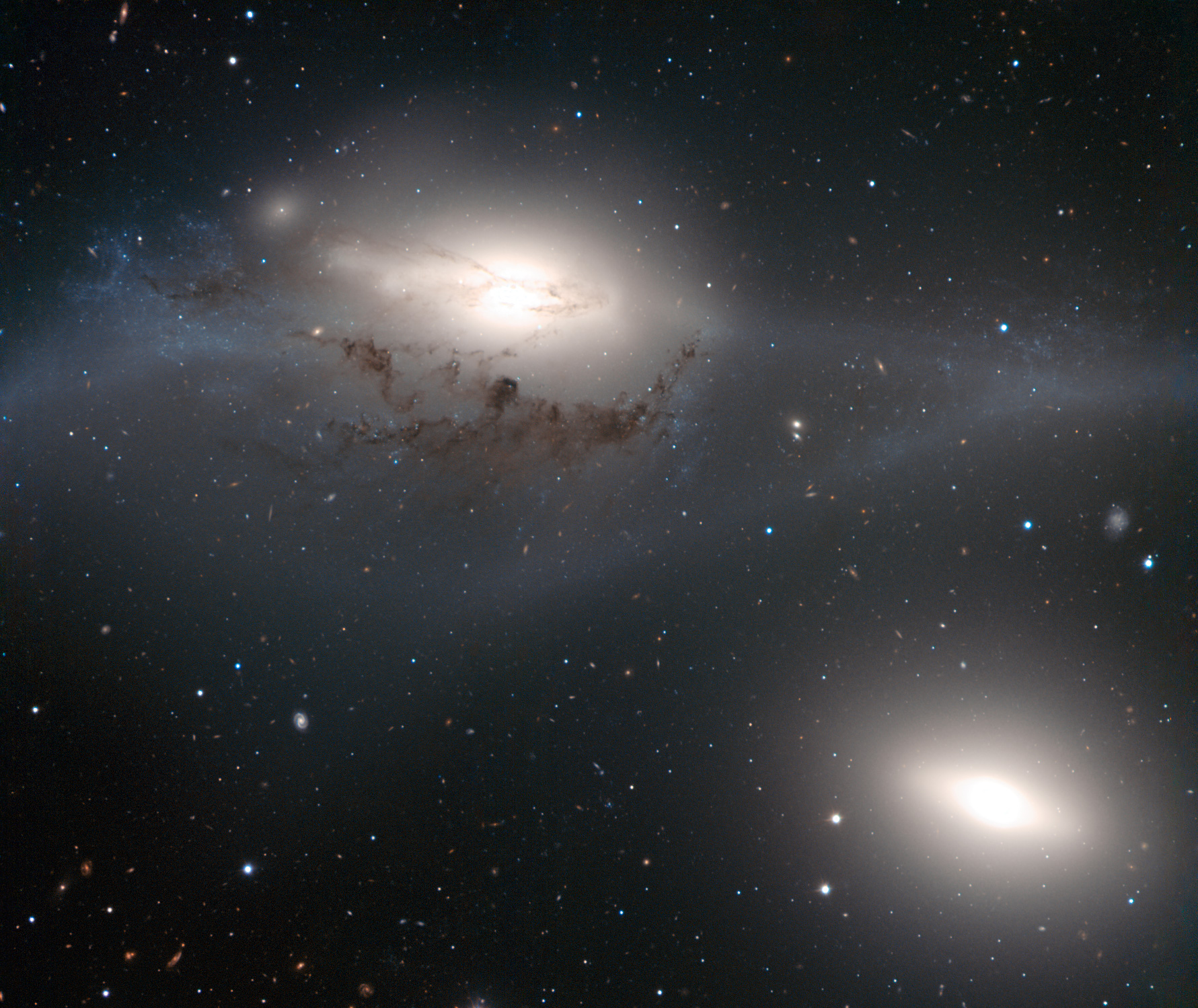
Imatge de NGC 4438 (part superior) i NGC 4435 (part inferior), conegudes com «Els Ulls». Les dues galàxies pertanyen al Cúmul de la Verge i es troben a uns 50 milions d'anys llum de la Terra
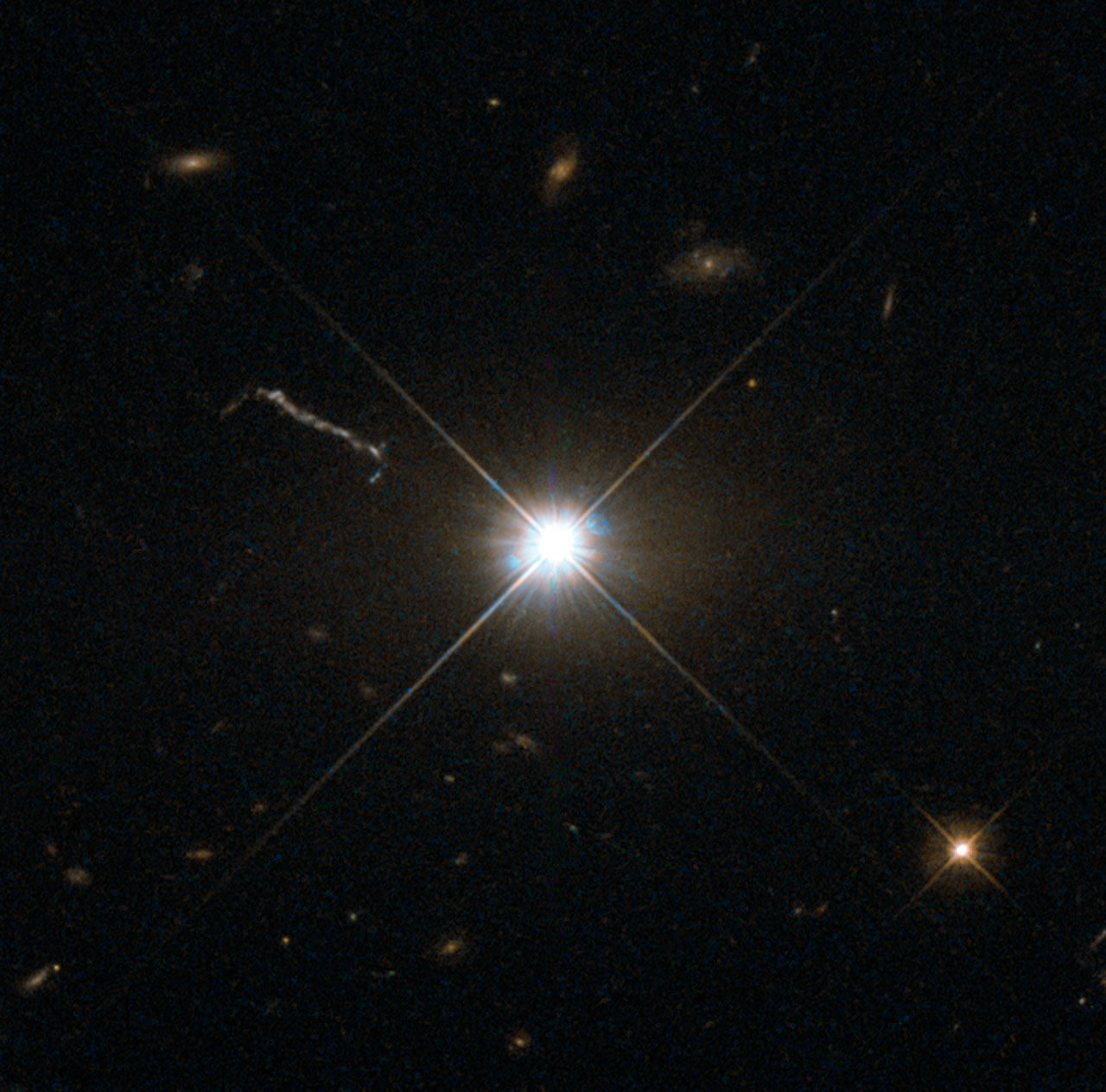
Imatge del quàsar 3C273 recollida pel telescopi espacial Hubble

Virgo posseeix diversos cúmuls de galàxies, un dels quals és HCG 62, un grup compacte de Hickson que es troba a una distància de 200 milions d'anys llum de la Terra (0,0137 de desplaçament cap al roig) i que posseeix una gran galàxia el·líptica central. Té un halo heterogeni de gas extremadament calent, que es deu al nucli galàctic actiu del nucli de la galàxia el·líptica central.
IC 1101 és una galàxia el·líptica supergegant del cúmul de galàxies Abell 2029 situada a uns 1,07 x 10⁹ anys llum (315 Megaparsecs) de la Terra. Amb un diàmetre de 5,5 milions d'anys llum, o més de 50 vegades la mida de la Via Làctia, és la galàxia més gran coneguda de l'Univers.
En Verge es troba 3C273, el quàsar més brillant del cel (en l'espectre visible) i el primer a ser identificat com a tal. És un dels més propers a la Terra amb un desplaçament cap al roig de z = 0,158, la qual cosa equival a una distància de 749 megaparsecs (3.000 milions d'anys llum). És l'objecte més allunyat visible amb la majoria de telescopis d'aficionats. També és un dels quàsars més lluminosos, sent la seva magnitud absoluta de -26,7.

## Astrologia
El signe astrològic de Verge () (que ocupa el Sol entre el 23 d'agost, i el 22 de setembre) s'associa a aquesta constel·lació.

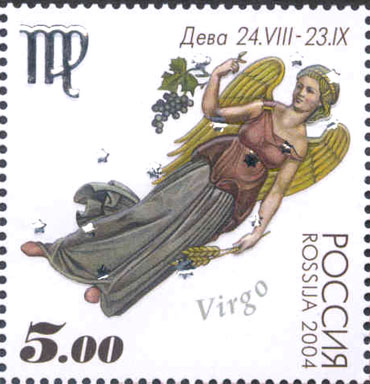
Segell rus de 5 rubles (2004)
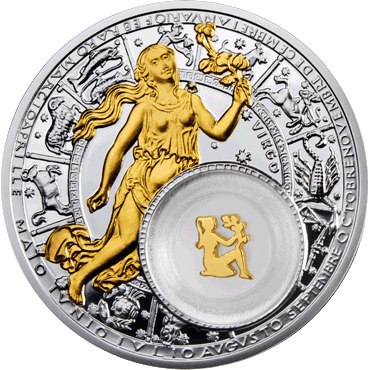
Moneda de 20 rubles de Belarús (2013)

En algunes cosmologies, Verge s'associa amb l'element clàssic de la Terra, i és també un signe de la terra (amb Taure, i Capricorn). Està oposat a Peixos.

## Mitologia

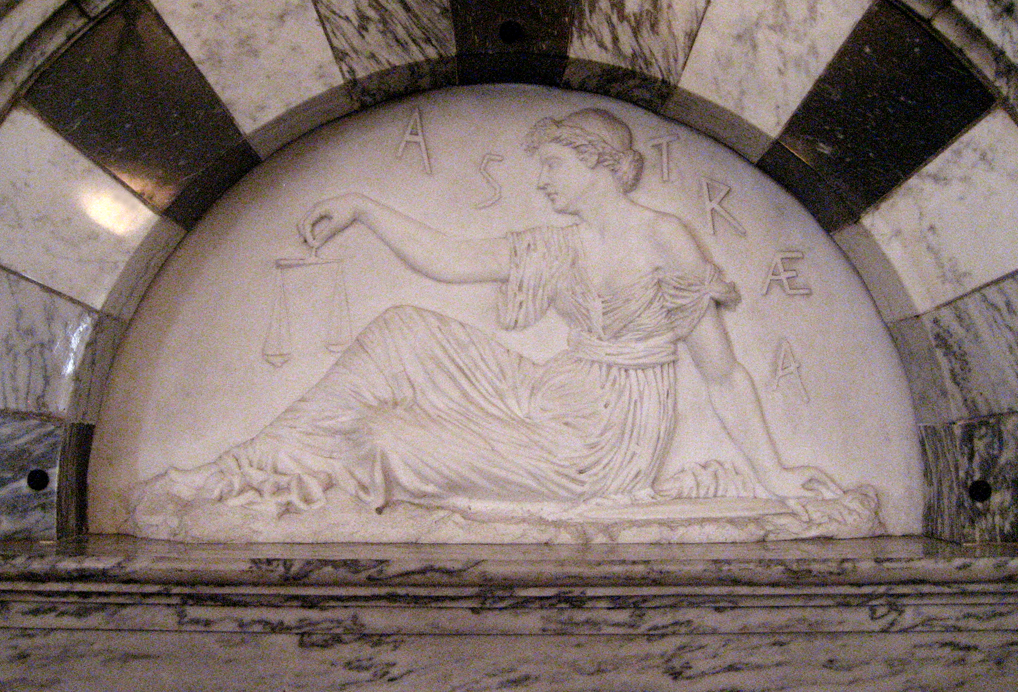
Baixrelleu de la deessa romana Astrea

En el MUL.APIN babiloni (𒀯𒀳 ; segle x aC), part d'aquesta constel·lació era coneguda com «El Solc», que representava la deessa Shala i la seva espiga de gra. Una estrella d'aquesta constel·lació, Spica, conserva aquesta tradició, ja que en llatí vol dir «espiga de gra». Per aquest motiu la constel·lació es va associar amb la fertilitat.
Segons Hiparc de Nicea, la constel·lació de la Verge correspon a dues constel·lacions babilòniques: «El Solc» al sector oriental de la Verge, i la «Fronda d'Erua» al sector occidental. La Fronda d'Erua es representava com una deessa amb una fronda de palmera, un motiu que encara apareix ocasionalment en representacions molt posteriors de Verge.
L'astronomia grega primerenca va associar la constel·lació babilònica amb la seva deessa del blat i l'agricultura, Demèter.
Un mite grec de l'època clàssica, identifica Verge com a Erígone, filla d'Icari d'Atenes. En versions d'aquest mite, es diu que Dionís va situar el pare i la filla al cel com les estrelles de Bover i Verge respectivament. Una altra figura que s'associa a la constel·lació de la Verge era la deessa primaveral Persèfone, la filla de Zeus i Demeter qui s'havia casat amb Hades i residia a l'inframon durant l'estiu.
Els romans la van associar amb la seva deessa Ceres. Alternativament, la constel·lació de vegades era identificada com la deessa verge Iustitia (Justícia) o Astrea, mantenint a la seva mà la balança de justícia (que ara està separada com a constel·lació de la Balança).
En el De Astronomica (o Poeticon Astronomicon) d'Higí (segle i aC), Pàrtenos (Παρθένος) era filla d'Apol·lo i Crisòstemis, que va morir sent verge i es va situar entre les estrelles com a constel·lació. Diodor de Sicília té un compte alternatiu segons el qual Pàrternos era filla de Estàfil i Crisòstemis, germana de Reo i Molpàdia. Després d'un intent de suïcidi, ella i Molpàdia van ser portades per Apol·lo a Quersonès, on es va convertir en una deessa local. Estrabó també esmenta una deessa anomenada Pàrtenos venerada a tota la regió del Quersonès traci.
Durant l'edat mitjana, de vegades Verge es va associar amb la Verge Maria.